# El atentado
El atentado és una pel·lícula mexicana dirigida per Jorge Fons Pérez, basada en la novel·la El expediente del atentado (2007), de l'escriptor mexicà Álvaro Uribe,sobre l'atemptat contra la vida de Porfirio Díaz que va tenir lloc el 16 de setembre de 1897, el dia que es complien 87 anys de l'inici de la guerra d'Independència.
Estrenada a Mèxic el divendres 27 d'agost de 2010 (el primer dels films que es van estrenar durant aquest any en relació amb el centenari de la Revolució Mexicana o amb el Bicentenari de la Independència Mexicana), hi actuen José María Yazpik (en el paper de l'assassí frustrat, Arnulfo Arroyo), Irene Azuela (com la lluitadora social i feminista Cordelia Godoy, futura esposa del cap de la policia, amant també de l'escriptor Federico Gamboa i del propi Arnulfo Arroyo), Daniel Giménez Cacho (l'escriptor Federico Gamboa, organitzador dels festejos del centenari de la Independència, en els diaris de la qual es va basar l'autor de la novel·la per a escriure la història), Julio Bracho (el cap de la policia), Salvador Sánchez (el braç dret del cap de la policia), Arturo Beristáin (Porfirio Díaz) i, també en rols secundaris, molts altres actors i actrius cèlebres del país, a més d'un grup de 2,750 extres, entre els quals van treballar fins i tot el mateix autor de la novel·la, Álvaro Uribe, i la seva esposa.
 Van participar també 100 cadets de l'Heroico Colegio Militar.

## Sinopsi
La pel·lícula descriu les circumstàncies polítiques que van envoltar l'atemptat de què va ser objecte, a això de dos quarts de deu del matí del 16 de setembre de 1897 a l'Alameda Central, el general Porfirio Díaz per part d'un anarquista alcoholitzat, el passant en dret Arnulfo Arroyo, pocs anys abans de l'esclat de la lluita revolucionària i precisament el dia dels festejos del centenari de l'inici de la lluita per la independència de Mèxic. Apareixen en la història diversos personatges de l'època, entre ells l'escriptor Federico Gamboa (autor de la novel·la Santa), diversos dels funcionaris del gabinet de don Porfirio i, per descomptat, les múltiples circumstàncies de la vida social mexicana d'aquest llavors.

## Premier, producció i rodatge
La premier de la pel·lícula va tenir lloc, uns dies abans de la seva estrena a les sales de cinema, al Teatro Metropólitan de la ciutat de Mèxic.
Amb un pressupost de 77 milions de pesos mexicans i amb l'objectiu inicial d'acabar-la totalment al juliol de 2010, va iniciar el seu rodatge el 23 de novembre de 2009 a la ciutat de Mèxic (específicament, en el Corredor Cultural de l'Alhóndiga, al carrer Roldán, al Centre Històric). Moltes escenes es van rodar també en escenaris diversos de l'estat de Pobla (per exemple, en la segona secció del Museu Nacional dels Ferrocarrils Mexicans) i del estat de Zacatecas (el centre històric i la hisenda de Trancoso i Vetagrande).

## La novel·la
Per a la seva novel·la, l'escriptor Álvaro Uribe es va basar en molts textos: el Diario de Federico Gamboa, l'hemeroteca del diari El Imparcial, textos històrics de Enrique Krauze, Historia del gran crimen (Jesús Rábago, 1897), La camada (Salvador Quevedo i Zubieta, 1912), El caso Villavicencio (Jacinto Barrera Bassols, 1997), C. B. Waite, fotógrafo (Francisco Montellanos) i El Mundo Ilustrado de Rafael Reyes Spíndola (Antonio Saborit).

## Participació en festivals i estrena a l'estranger
La pel·lícula, que es va estrenar també a Europa i en altres països d'Amèrica Llatina, va ser convidada a participar al Festival Internacional de Cinema de Mont-real, al Canadà. A la LIII edició dels Premis Ariel fou nominada als premis a la millor fotografia, disseny artístic, maquillatge i efectes especials, però només va guanyar el premi al vestuari. Va guanyar, també, el Premi Cooperació i Desenvolupament a la Millor Pel·lícula, atorgat per l'AECID (Agència Espanyola de Cooperació Internacional per al Desenvolupament del Ministeri d'Afers exteriors i de Cooperació), en la XVII Mostra de Cinema Llatinoamericà de Catalunya, celebrada a Lleida del 8 al 15 d'abril de 2011. El premi, d'una suma de 25,000 euros, "consisteix en l'adquisició de llicència no exclusiva de drets de comunicació pública no comercial de la pel·lícula guanyadora, per a així poder formar part dels fons del Servei de Filmoteca, que està adscrit" a la AECID.

## Encerts, crítiques, ressenyes
Segons el crític de cinema David Miklos, de la revista Nexos, els encerts d'aquest film van ser:
- el guió de Fernando Javier León Rodríguez, que afegeix fins i tot escenes de carpa com a intermedis;
- el repartiment, en el que destaquen sobretot José María Yazpik, Irene Azuela, José María de Tavira, Julio Bracho i Arturo Beristáin;
- la recreació d'una època, molt similar a l'actual.[12]